# Selkäsaari (ö i Kajanaland, Kehys-Kainuu, lat 63,89, long 30,21)
Selkäsaari är en ö i Finland. Den ligger i sjön Kuusijärvi och i kommunen Kuhmo i den ekonomiska regionen  Kehys-Kainuu  och landskapet Kajanaland, i den östra delen av landet, 500 km nordost om huvudstaden Helsingfors. Öns area är 1,2 hektar och dess största längd är 270 meter i sydöst-nordvästlig riktning.